# ビーバップみのる
ビーバップみのるは、日本のアダルトビデオメーカーであるドグマ（Dogma）に所属したAV監督。ライター。ドキュメンタリー監督。アダルトビデオジャンルの中で「熟女」「ナンパ」「陵辱」を得意とする。AV以外のドキュメンタリー監督としても活躍している。

## 略歴
東京都出身。都内私立大学英文学部卒業後、某有名出版社に就職。編集者として働く傍ら、事業を起こすなど事業家を目指す。その後、インディーズAVメーカー、ドグマに所属。2003年11月「僕のやさしいママになってください。友田真希32歳」で監督としてデビューする。
2008年現在までに、90本を超えるAV作品を監督し「僕のきれいなお姉さんになってください。」「単体女優プライド崩壊」「ナンパ☆第三世代」などキャッチーなタイトルと、軽快さや刹那的センス溢れる独自の世界観で人気シリーズを次々とリリースしている。ビーバップ・みのるがAV監督として注目を浴びるきっかけとなったのは2005年に発売された「ナンパ☆第三世代」。作品中に見られるナンパテクニックや甘い言葉とは裏腹な心の内をテロップで表示するなどの演出から、当時のAVを取り上げているメディア誌等は本氏について「無気力ナンパ師」「鬼畜監督」「人非人」と形容している。
「ロケの空き時間に個人的にビデオ撮影していたら普通にセックスできたり、普通に撮影できたりしたので普通に「ナンパビデオ」が作れたので発売させてもらうことになりました」ドグマ公式ブログより。
それまで、トランス・緊縛SM・拘束椅子などドグマの創立者であるTOHJIRO色が強く、過激でハードなAVメーカーとして知られていたドグマに、「U-30（アンダーサーティ）」という新レーベルを打ち立てることにより、定型や枠に捉われない若手監督の自由な表現の場を提供し、若さと躍動感溢れる新風を同メーカーに吹き込んだ。後に「U-30」からは、本格的な官能ドラマAVを得意とするノーマルKIMを輩出している。2006年に行われたD-1クライマックスでは、出演女優と実際に1ヶ月間の同棲生活をし、精神陵辱をテーマとして撮影した「僕と企画女優の生きる道（女優：京本かえで）」で審査員賞を受賞。アダルト誌編集者・AVファン・AV業界関係者などからなる多くの審査員から高い評価を得た。以後もドグマに所属しており、陵辱を中心とした「熟れた友達のお母さんを犯しまくりたい。」や「捕虜収容所」など作風はハードな内容に移行しつつあるものの、得意とする熟女ものだけにとどまらず、既存のAV作品に対する挑戦的・実験的ともいえるような作品にも取り組んだ。
2014年に出演者オーディションからSNSで行ったドキュメンタリー作品「501」を制作開始。2016年に劇場公開された。
以後、ドキュメンタリー作家と名乗り活動。AV監督業も辞めたわけではないが、KAMINOGEを編集するペールワンズに所属し、ライター、インタビュアー活動をメインにする。約9か月社員として勤務したのち2018年夏にペールワンズを退職。退職理由は「時間を守れない」、「頻繁にものをなくす」。同誌の連載コラムは引き続き継続する。

## 主な作品
- 「熟れた友達のお母さんを犯しまくりたい。」シリーズ（日向ゆみ/友田真希/望月加奈/風間ゆみ/松本亜璃沙/紫綾乃/志村玲子/翔田千里/川島めぐみ/草凪純/村上涼子）（2005年‐2009年、ドグマ）
- 「僕と企画女優の生きる道」（京本かえで）（2006年、ドグマ）※2014年劇場公開[4]
- 「捕虜収容所」シリーズ（大石もえ/麻生岬/天咲めい/星野美空/大沢佑香（晶エリー、新井エリー）/楓/Rico/瞳れん/愛乃彩音）2007年、ドグマ
- 「熟女トランス」シリーズ（風間ゆみ/翔田千里/松浦ユキ/中村りかこ/山口玲子/北原夏美）（2007年‐2008年、ドグマ）
- 「欲求不満ドM熟女のえげつないオナニーとがっついたセックス」シリーズ（2007年、ドグマ）
- 「爆乳催眠快楽アクメ」シリーズ（小坂めぐるほか）（2008年、ドグマ）
- 「ナンパ☆第三世代」シリーズ（2006年‐2008年、ドグマ）
- 「テレクラキャノンボール2009 賞品はまり子*Gカップ」（2009年、HMJM）総合監督：カンパニー松尾‐以後、テレクラキャノンボールシリーズにレギュラー参加。
- 「劇場版 501」（2016年、HMJM）
- 「きょこんのかくせい」（2016年、EGJ）
- 「Documentary Mixed Fight Club」（2016年、EGJ）

## 出演

### 映画
- 劇場版 BiSキャノンボール 2014（2015年2月7日、スペースシャワーネットワーク）[5]